# Numéro vert international
 (juillet 2016).
Si vous disposez d'ouvrages ou d'articles de référence ou si vous connaissez des sites web de qualité traitant du thème abordé ici, merci de compléter l'article en donnant les références utiles à sa vérifiabilité et en les liant à la section « Notes et références ».
Le Numéro Vert international fait référence au Numéro Vert Universel ou au Numéro Vert International, tous deux étant des marques déposées par France Télécom. Ce sont des numéros de téléphones gratuits dans plusieurs pays.

## Numéros et tarifs
Le Numéro Vert Universel adopte un format unique pour plusieurs pays, commençant par +800, suivi de 8 chiffres.
Le Numéro Vert International correspond à un ensemble de numéros adoptant le format local des numéros gratuits.
Ces numéros sont gratuits pour l'appelant depuis un téléphone fixe.